# Hamburška mestna hiša
Mestna hiša v Hamburgu (nemško Hamburger Rathaus) je sedež lokalne vlade Svobodnega in Hanseatskega mesta Hamburg, Nemčija. Gre za sedež vlade v Hamburgu in kot tak, sedež enega od 16 državnih parlamentov Nemčije. Rathaus stoji v mestni četrti Altstadt v središču mesta, na trgu Rathausmarkt, v bližini jezera Binnenalster in glavne postaje. Mestna hiša, ki je bila zgrajena med letoma 1886 in 1897, ima še vedno svoje prvotne vladne funkcije s pisarno prvega župana Hamburga in sejne dvorane za parlament in senat (mestni vodja). 

## Zgodovina
Po stari mestni hiši, ki je bila uničena v velikem požaru leta 1842, je trajalo skoraj 44 let za izgradnjo nove. Sedanjo stavbo je zasnovala skupina sedmih arhitektov, ki jo je vodil Martin Haller. Gradnja se je začela leta 1886, nova mestna hiša pa je bila končana leta 1897. Stroški so bili 11 milijonov nemških zlatih mark (približno 80 milijonov evrov) . 26. oktobra 1897 je na slovesni otvoritvi prvi župan Johannes Versmann prevzel ključe mestne hiše. 
V povojnem obdobju so številni voditelji držav obiskali Hamburg in njegovo mestno hišo, med njimi cesar Haile Selassie I., šah Mohamed Reza Pahlavi leta 1955 in leta 1965 kraljica Elizabeta II.. Čustvena spominska slovesnost je potekala na trgu za žrtve poplave v Severnem morju leta 1962. Srečnejši trenutki so bili praznovanje Hamburger SV kot nemških nogometnih prvakov, zadnjič leta 1983 .
Leta 1971 je bila soba v stolpu odkrita le po nesreči med iskanjem dokumenta, ki je padel za pisarniško omarico. Torej obstaja verjetnost, da je še več prostorov kot zdaj preštetih 647 sob .

## Arhitektura
Na zunaj je arhitekturni slog neorenesansa, ki pa znotraj kaže več zgodovinskih elementov . To je ena redkih popolnoma ohranjenih stavb historicizma v Hamburgu . Zgrajena v obdobju bogastva in blaginje, v kateri so Kraljevina Prusija in njeni zvezniki v franko-nemški vojni premagali Francijo in ustanovili Nemško cesarstvo, je bil videz nove hamburške Rathaus namenjen izraziti to bogastvo in tudi neodvisnost države Hamburg in republikanske tradicije Hamburga. Mestna hiša ima skupno površino 17.000 m², brez restavracije Ratsweinkeller, ki se zdaj imenuje Parlament, z 2900 m². Stolp je visok 112 metrov in ima 436 stopnic. Splošno napačno prepričanje je, da ima hamburška mestna hiša več prostorov kot Buckinghamska palača (647 proti 775), na gradbeni površini 5400 m2. 
Balkon je nadgrajen z mozaikom hamburške zavetnice boginje Hammonie, mestnim grbom in napisom mota mesta v latinščini:
Libertatem quam peperere maiores digne studeat servare posteritas (v prevodu: Svoboda, ki so jo osvojili naši predniki, naj si naši potomci prizadevajo ohraniti v dostojanstvu.)
Dvorišče je urejeno z vodnjakom Hygieije. Hygieia kot boginja zdravja in higiene v grški mitologiji in okoliške figure predstavlja moč in čistost vode. Zgrajena je bila v spomin na epidemijo kolere leta 1892, nekdanji tehnični namen pa je bilo hlajenje v mestni hiši. 

## Uporaba
Preddverje je javno območje za koncerte in razstave. Odprto je za javnost. Cesarjeva dvorana v prvem nadstropju je druga največja predstavniška dvorana, imenovana po Viljemu II. in deluje kot prostor za uradne predstavitve. Županova dvorana je bila načrtovana kot majhna sejna soba. V sobi od leta 2008 poteka vpis v mestno Zlato knjigo, ki so jo opravili številni dostojanstveniki, vključno z nekdanjim nemškim predsednikom Paulom von Hindenburgom in Dalajlamo . V levem delu je prostor Hamburškega parlamenta. 121 predstavnikov se sestaja v sobi, ki je bila v času nacizma obnovljena. Le tri polja na stropu prikazujejo prvotno dekoracijo.

## Soseščina
Mestna hiša stoji v središču Hamburga. Pred njo je trg, Rathausmarkt, ki se uporablja za prireditve in festivale. Na zadnji strani je Hamburška borza. Glavna nakupovalna ulica, Mönckebergstraße povezuje mestno hišo z Hamburg Hauptbahnhof, glavno železniško  postajo. Binnenalster s postajo Jungfernstieg in pristaniščem za ladje je neposredno severno od mestne hiše. Blizu na obzorju je cerkev svetega Petra.

## Galerija
- Stara mestna hiša v Hamburgu leta 1700, pogorela leta 1842
- Pogled preko Rathausmarkta
- Pogled iz  cerkve sv. Petra; zadaj stolp cerkve sv. Mihaela
- Portal
- Latinski motto Hamburga
- Drog
- Preddverje
- Slavnostno stopnišče
- Parlamentarna dvorana (360°)
- Stenska ploščica z grbom
- Higiein vodnjak
- Dvorišče (360°)
- Neorenesančni detajl

Rathaus sodeluje v Noči muzejev. Čeprav to ni muzej, obstaja veliko virtualnih in zgodovinskih podrobnosti. V času Dolge noč muzejev v Hamburgu je moto dolga noč v središču moči.